# 狭序泡花树
狭序泡花树（学名：Meliosma paupera）为清风藤科泡花树属下的一个种。